# Sedmorica mladih
Sedmorica mladih, poznati i kao Sedam mladih, je bio srpski i jugoslavenski rock i pop sastav iz Beograda.
Sastav je osnovan 1959. godine. u Beogradu, u prvoj postavi su bili Nebojša Dančević, Ljubiša Milić, Milutin Vasović, Ljubiša Stošić, Branislav Todorović, Zarije Raković i Vladislav Vasilić. Vladislav Vasilić odlazi u vojni rok 1966. godine. Poginuo u prometnoj nesreći, a njegovo mjesto dolazi Jovan Radovanović, godine 1978. Kada je Branislav Todorović umro, a na njegovo mjesto dolazi Nebojša Kunić. 1998. godine umire gitarist grupe Milutin Vasović.
 
1999. godine Sedmorica mladih prestaje s radom.

## Diskografija

### Studijski Albumi
- Sedam mladih (1977.) (RTV Ljubljana)
- Sedam plus sedam mladih (1979.) (PGP RTB)
- Sedam plus sedam – Deci'' (1980.) (PGP RTB)
- Još ne sviće rujna zora (1985.) (PGP RTB)
- Štrumpfovizija (1985.) (PGP RTB)
- Kad sveci marširaju (2007.) (PGP RTS)

### Singlovi
- When The Saints Go Marchin' In (1962.) (Jugoton)
- Živan Milić i Ansambl 7 mladih - Katerina (1962.) (PGP RTB)
- Ansambl "Seda Mladih"*, N. Spirova*, N. Kneževič* - Крыши/Рассказ О Потерянной Любви  (1963.) (VSR)
- Когда Я Пошел На Бембашу / Черные Глаза У Тебя, Девушка (1963.) (AZ)
- Honeysuckle Rose (1964.) (Jugoton)
- Huanita Banana  (1966.) (Jugoton)
- Some other guy (1967) (Jugoton)
- Fa-fa-fa (1968.) (Jugoton)
- Stade se cveće rosom kititi (1969.) (Jugoton)
- Looky Looky/Marija  (1970.) (Jugoton)
- Kod kuće je, ljudi, najbolje (1970.) (Jugoton)
- Žuta reka/Za šaku dolara (1971.) (PGP RTB)
- Pa posle kažu ciga lud (1972.) (PGP RTB)
- Kofa je bušna (1972.) (PGP RTB)
- Дедушка И Репка/Как Капелька/Если Бы Ты Был Богатым/Когда Тебя Нет  (1973.) (Melodija)
- Sačmova uspavanka (1974.) (PGP RTB)
- Milovane (1975.) (Diskos)
- Соловьи Поют, Заливаются/Березка/Кто Ждет, Тот Дождется/Песня У Винограда (1976.) (Melodija)
- U našem sokaku/Telefon (1976.) (Jugoton)
- Otac i sin (Amidža) (1977.) (RTV Ljubljana)
- Mini štrumpfijada (1984.) (PGP RTB)

## Vanjske poveznice
Diskografija Sedmorica mladih